# Tellerscheibe

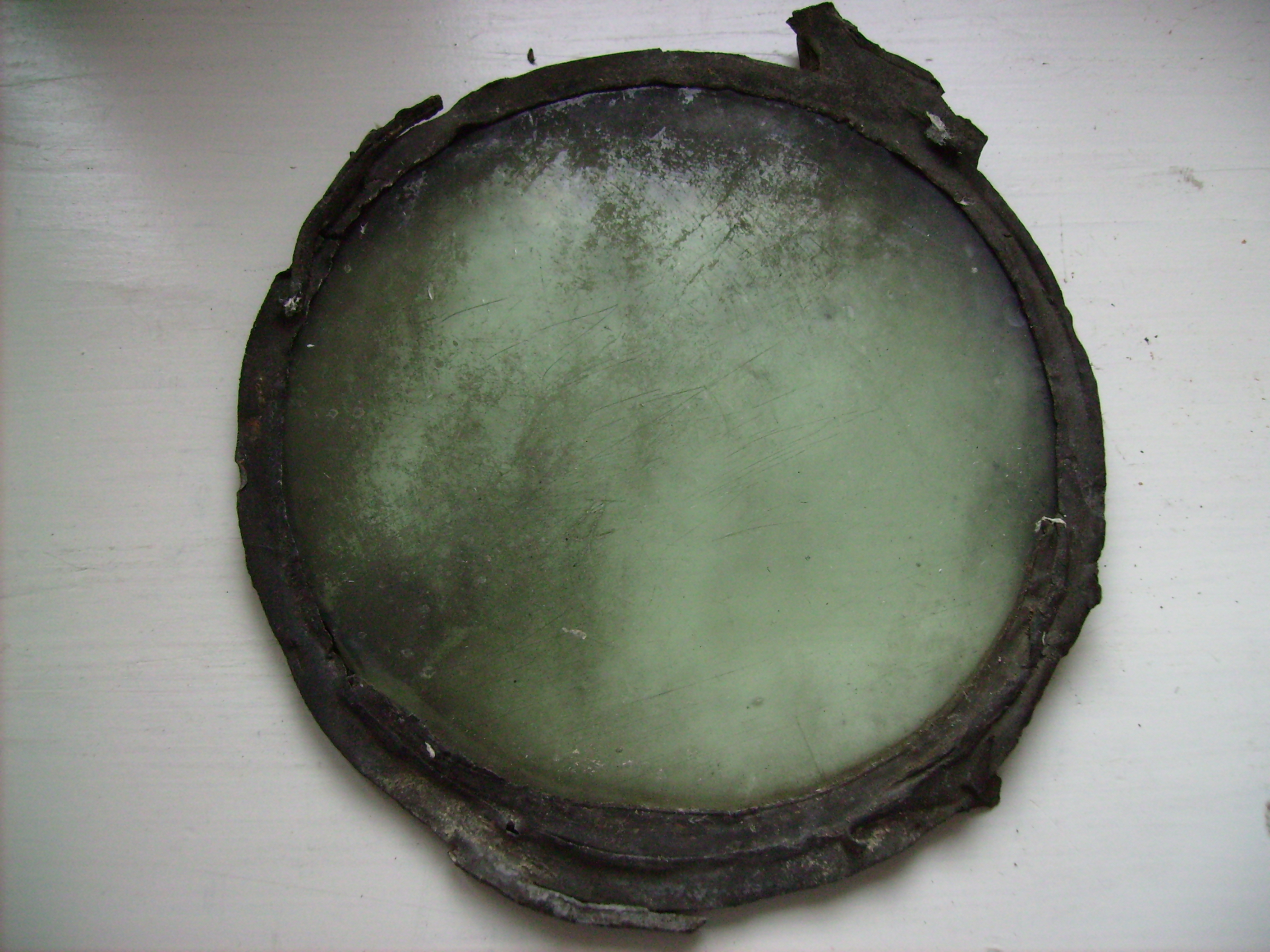
Tellerscheibe mit Bleifassung aus dem 16. Jahrhundert

Tellerscheibe, oft auch Mondscheibe genannt, wurde ähnlich wie die Butzenscheibe für die Verglasung von Fenstern verwendet. Sie unterscheidet sich von der Butzenscheibe dadurch, dass sie keinen Abriss (Nabel) in der Mitte hat und dadurch etwas leichter wirkt.
Bei der Herstellung, deren Verfahren im 13. Jahrhundert entwickelt wurde, wird flüssiges Glas mit einer Glasmacherpfeife in eine Holzform geblasen und eine breite, flache Flasche geformt. Dann wird der obere Teil der Flasche abgeschnitten, sodass nur der Boden (Teller) zur weiteren Verarbeitung übrig bleibt. Diese Böden können einen Durchmesser von bis zu 28 Zentimeter haben. Durch Verwendung von Antikglas erreicht man dabei auch gefärbte Scheiben.
Die Tellerscheiben werden entweder als rundgeschnittene Scheiben oder sechseckig geschnitten im Wabenverbund verglast.

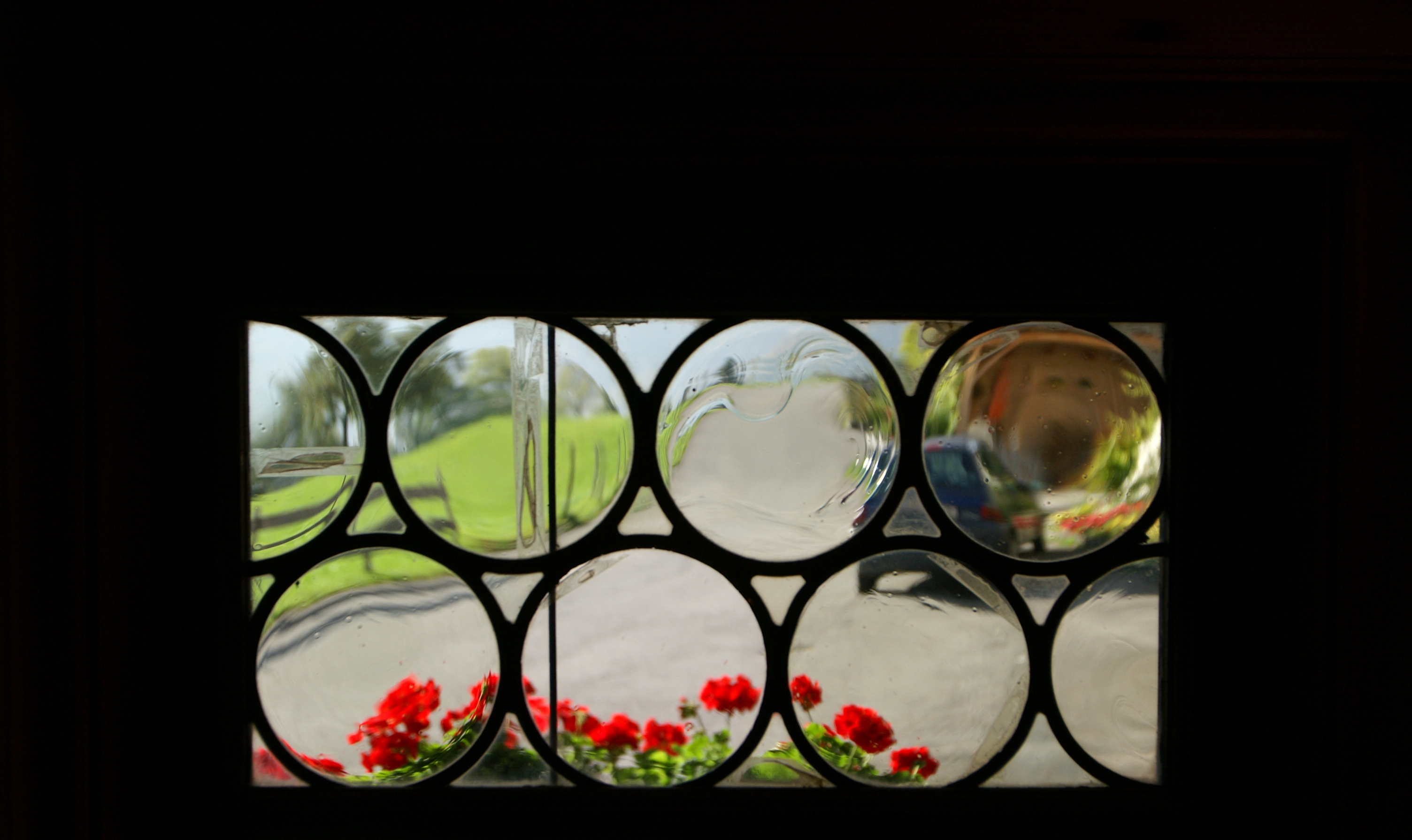
Tellerscheibenfenster im Angelika-Kauffmann-Museum in Schwarzenberg (Vorarlberg)

Seit dem Mittelalter werden die mundgeblasenen Tellerscheiben in Burgen, Schlössern und Palästen zur Verglasung der Fenster verwendet. Fenster, die mit Tellerscheiben verglast sind, bringen bei relativ klarer Durchsicht eine subtile Bewegung in das einfallende Licht.
Eine der wenigen Glashütten in Europa, die Tellerscheiben für Renovierungs- und Restaurierungsarbeiten herstellt, ist die Glashütte Lamberts in Waldsassen.